# Verso il sud (film 1978)
Verso il Sud (Goin' South) è un film del 1978 diretto e interpretato da Jack Nicholson, con Mary Steenburgen (al debutto sul grande schermo) e John Belushi.
Il film è stato scritto con la collaborazione di John Herman Shaner e prodotto da Harry Gittes, entrambi amici di vecchia data di Nicholson fin dalle sue prime esperienze hollywoodiane.
Per girare l'intera pellicola ci vollero soltanto 2 mesi (dall'agosto all'ottobre 1977). Tutte le riprese del film vennero concentrate nella cittadina di Long Horn (creata appositamente per il film), nei dintorni della casa di Julia, e solo la scena iniziale mostra un deserto, usato per l'inseguimento e la cattura di Moon.

## Trama
1866: dopo la fine della Guerra di secessione americana, Henry Lloyd Moon, rapinatore di banche e ladro di bestiame, cerca di scappare in Messico per sfuggire alla giurisdizione degli Stati Confederati d'America e a quella dello sceriffo di Long Horn, Texas, Andrew Kyle. Ma per uno svenimento del suo cavallo viene catturato e portato in prigione in attesa di essere impiccato.
Moon viene a conoscenza di un'ordinanza risalente alla guerra ed emanata per mancanza di uomini, la quale concede la grazia ad un condannato, nel caso in cui una proprietaria terriera decidesse di sposarlo. Julia, che ha l'obiettivo di scavare la miniera d'oro di suo padre, lo sposa. Dopo aver scoperto casualmente l'oro, Moon lo porta in banca. Ma quando l'ex banda di Moon lo vede in banca a depositare, s'insospettisce: il gruppo si reca a casa di Moon e, approfittando dell'assenza della moglie, lo convince a rapinare la banca. Si sussegue una serie di equivoci e contrattempi (Julia scappa con l'oro) e sparatorie, e alla fine i due sposi riescono a partire per il Messico.

## Distribuzione

### Date di uscita
- USA: 6 ottobre 1978;
- Germania Ovest: 15 giugno;
- Paesi Bassi: 16 agosto;
- Finlandia: 30 novembre 1978